# Wiesław Władyka
Wiesław Zygmunt Władyka (ur. 27 lipca 1947 w Baligrodzie) – polski publicysta, profesor na Uniwersytecie Warszawskim, literaturoznawca, historyk prasy.

## Życiorys
Wiesław Władyka ukończył studia historyczne na Uniwersytecie Warszawskim. Jako naukowiec zajmuje się głównie historią prasy. Pracował w Instytucie Badań Literackich PAN. Wykładowca Wydziału Dziennikarstwa, Informacji i Bibliologii UW.
Jako dziennikarz od wielu lat związany jest z tygodnikiem „Polityka”, gdzie był szefem działu krajowego, a obecnie jest komentatorem wydarzeń politycznych.
Autor i redaktor publikacji historycznych. Z okazji pięćdziesięciolecia tygodnika „Polityka” wydał książkę „Polityka” i jej ludzie (2007).
W 2012 został członkiem Komitetu Nauk Historycznych PAN.
W 2016 był finalistą Nagrody im. Dariusza Fikusa.

## Wybrane publikacje
- Wiesław Władyka: Działalność polityczna polskich stronnictw konserwatywnych w latach 1926–1935. Wrocław: Zakład Narodowy im. Ossolińskich, 1977, s. 252.
- Wiesław Władyka: Krew na pierwszej stronie: sensacyjne dzienniki Drugiej Rzeczypospolitej. Warszawa: Czytelnik, 1982, s. 294. ISBN 83-07-00518-3.
- Wiesław Władyka: Na czołówce: prasa w październiku 1956 roku. Warszawa: PWN, 1989, s. 500. ISBN 83-01-08883-4.
- Wiesław Władyka: Październik '56. Warszawa: Wydawnictwa Szkolne i Pedagogiczne, 1994, s. 86. ISBN 83-02-05435-6.
- Wiesław Władyka: „Polityka” i jej ludzie. Warszawa: Polityka – Spółdzielnia Pracy, 2007, s. 194. ISBN 978-83-922734-5-5.